# Stelis prolificosa
Stelis prolificosa är en orkidéart som beskrevs av Carlyle August Luer och Alexander Charles Hirtz. Stelis prolificosa ingår i släktet Stelis och familjen orkidéer. Inga underarter finns listade i Catalogue of Life.